# هاينز شتاب
هاينز شتاب (بالألمانية: Heinz Staab) ـ (26 مارس 1926 ـ 29 يوليو 2012) هو كيميائي ألماني، كان مديرًا لجمعية ماكس بلانك في الفترة من 1984 إلى 1990.

## حياته
ولد شتاب في دارمشتات في 26 مارس 1926، وتعلم الكيمياء بجامعتي ماربورغ وتوبنغن، وكان رئيسًا للجمعية الكيميائية الألمانية عامي 1984 و1985.
اشترك هاينز شتاب مع فرانسوا ديدريش في تحضر مركب الكيكولين لأول مرة سنة 1978.

## التكريم والجوائز
- ميدالية هارناك من جمعية ماكس بلانك (1996)[8]

## روابط خارجية
- هاينز شتاب على موقع مونزينجر (الألمانية)